# Perisoreus infaustus

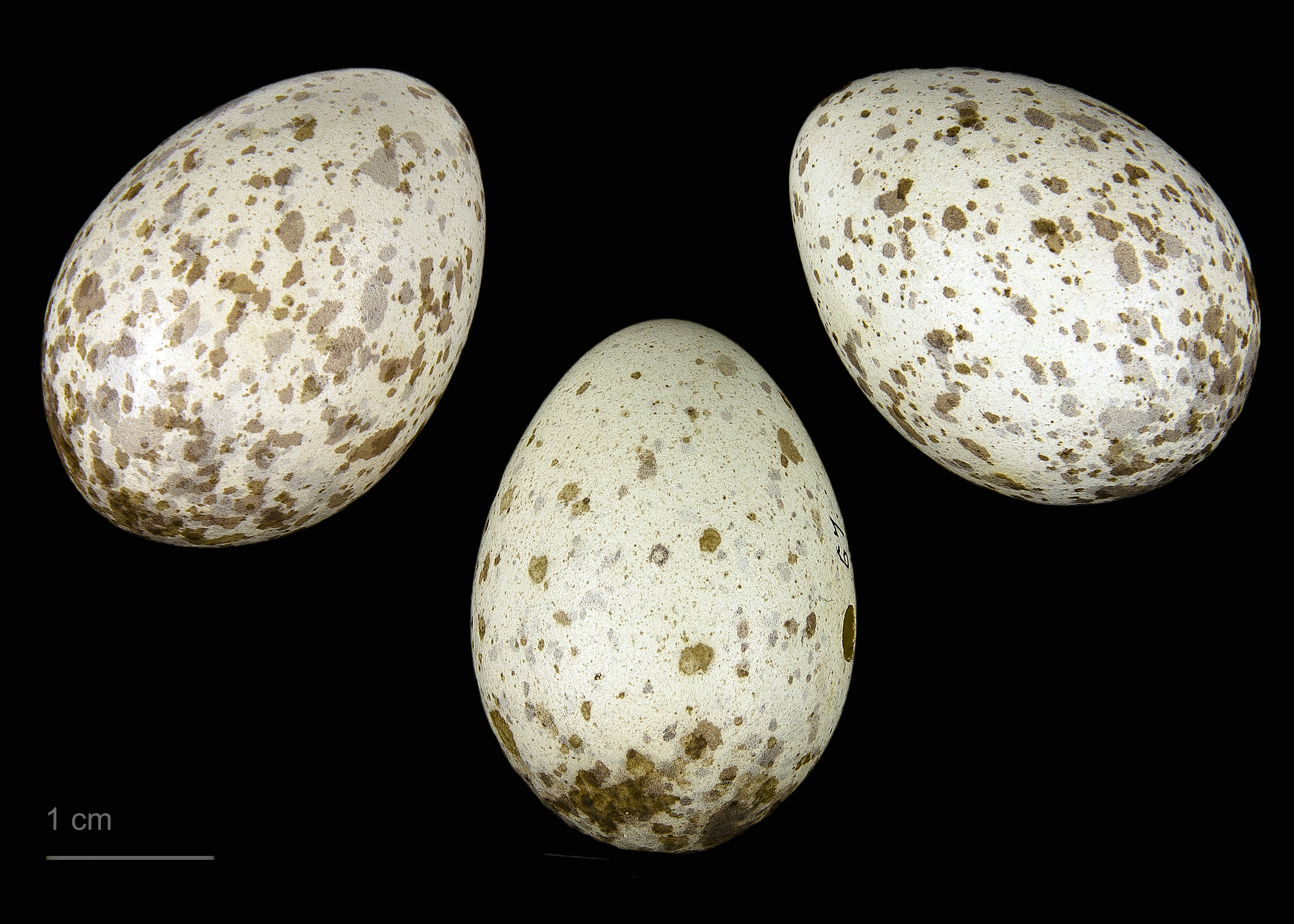
Perisoreus infaustus infaustus - MHNT

El arrendajo siberiano o arrendajo funesto (Perisoreus infaustus) es una especie de ave paseriforme de la familia Corvidae ampliamente distribuido por los bosques boreales de Eurasia.

## Subespecies
- Perisoreus infaustus infaustus
- Perisoreus infaustus maritimus
- Perisoreus infaustus opicus
- Perisoreus infaustus ostjakorum
- Perisoreus infaustus rogosowi
- Perisoreus infaustus ruthenus
- Perisoreus infaustus sakhalinensis
- Perisoreus infaustus sibericus
- Perisoreus infaustus tkatchenkoi
- Perisoreus infaustus varnak
- Perisoreus infaustus yakutensis